# 저스트 어 이어
《저스트 어 이어》(I Give It a Year)는 2013년 공개된 영국의 로맨틱 코미디 영화이다.
배경인 런던에서 촬영되었으며 2013년 2월 8일에 개봉되었다.

## 줄거리
성공적인 광고 기획자 냇과 작가를 꿈꾸는 조시는 파티에서 첫눈에 반해 7개월 연애 후 결혼한다. 영화는 결혼 1년 차인 이들이 겪는 갈등을 회상 장면과 결혼 상담소 장면을 교차하며 보여준다. 결혼이 오래가지 못할 거라는 친구들의 예측, 어색한 축사, 기침하는 주례의 모습에도 불구하고 결혼식은 계획대로 진행된다.
신혼여행 후 냇은 회사의 중요한 고객인 미국 사업가 가이의 브랜드 재구축 관련 발표를 준비한다. 동료들은 냇에게 일을 따내려면 결혼한 사실을 숨기라고 조언한다.
후에 냇과 조시는 집들이를 열어 결혼 선물들을 사용한다. 대화 중 냇이 모로코 신혼여행에서 찾아간 가죽 박물관이 재미없었다고 말하고 조시는 흥미로웠다고 기억하면서 둘의 차이가 부각된다. 조시의 옛 연인 클로이 이야기가 나오자 냇은 클로이가 조시와 공식적으로 헤어지지 않은 채 아프리카로 떠났다는 사실을 알게 된다. 클로이는 냇이 이를 알고 있는 줄 알았다며 냇에게 미안함을 표하고, 두 사람은 결혼 생활의 제약에 대해 이야기한다. 냇의 동생 역시 남편의 짜증나는 습관에 불만을 갖고 있다. 조시의 절친 대니는 클로이에게 데이트를 신청하지만 거절당한다.
크리스마스 파티에서 가이와 어울릴 생각인 냇은 조시를 파티에 데려가지 않으려 하지만 조시는 고집을 부린다. 파티에서 조시는 어색하게 춤을 추고 냇과 가이가 대화하는 도중 나타난다. 냇이 가이가 남편임을 숨기자 가이는 조시를 방해꾼으로만 여기고 냇에게 저녁 식사를 제안한다. 냇은 조시 때문에 파티를 망쳤다고 생각해 그를 두고 먼저 집으로 돌아간다.
한편 클로이는 인도 음식점에서 동료들과 저녁을 먹고, 데이트하던 남자와 여자 동료와 스리섬을 할 뻔하지만 거절한다. 다음 날 클로이는 조시에게 전화를 걸어 위로받고 함께 크리스마스 선물을 사러 간다. 란제리 가게에서 브래지어를 채우지 못하는 클로이를 조시가 도와주다가 둘은 키스를 하게 된다.
가이는 냇과 사업 미팅 중에 바이올린 연주와 비둘기를 동원해 사랑을 고백한다. 냇은 자신이 가이에게 끌리지만 결혼한 상태이며 안정감을 원한다고 말한다. 가이는 파티의 성가신 사내가 냇의 남편임을 알게 된다. 조시는 가이와 클로이에게 함께 더블 데이트를 하자고 제안한다.
넷이 함께 포켓볼을 치는 중에 서로를 향한 질투의 조짐이 보인다. 냇은 가이와 업무 얘기를 하겠다며 자리를 비우고, 조시는 클로이에게 택시를 잡아준다. 클로이는 조시를 잊을 수 없다며 말하고, 냇은 가이와 격정적인 키스를 나눈다. 가이는 냇이 입은 속옷을 칭찬하는데 이는 클로이가 조시와 키스할 때 입었던 속옷과 같은 것이다. 가이가 브래지어를 풀지 못하자 냇은 그냥 브래지어를 찢어 버리라고 한다.
후에 냇은 조시에게 결혼 생활에 문제가 있다고 이야기하고, 조시도 동의한다. 상담사의 지시에 따라 3개월 동안 부부는 서로에게 최선을 다하지만 여전히 둘 다 행복하지 않다.
결혼 1주년 기념일에 조시는 서둘러 집을 떠나면서 나중에 식당에서 보자고 한다. 조시는 클로이의 집에서 가이와 클로에가 여행을 가려고 집을 떠나는 모습을 목격한다. 냇은 가이에게 전화를 할까 고민한다.
조시는 식당에 도착해 가족들이 준비한 깜짝 파티를 선사받는다. 조시는 냇에게 그녀가 완벽한 아내이지만 자신에게는 맞지 않는 짝이라고 말하며 이혼을 요구하고 냇은 기뻐하며 동의한다. 둘은 파티에서 각자 즐겁게 빠져나온다.
조시는 파리행 기차를 기다리는 가이와 클로이를 찾아내 클로이에게 사랑을 고백한다. 냇이 나타나자 조시는 그녀가 자신과 얘기를 하려고 온 줄 착각하지만 냇은 가이를 찾아왔음이 밝혀진다. 이들은 모두 행복하게 클로이는 조시에게, 가이는 냇에게 완벽한 상대라고 이야기한다.
결국 클로이와 가이는 헤어지고, 냇은 가이와, 클로이는 조시와 키스한다.

## 출연진
- 로즈 번 - 너태샤 “냇” 레드펀 역
- 레이프 스폴 - 조시 모스 역
- 애나 패리스 - 클로이 역
- 사이먼 베이커 - 가이 해럽 역
- 스티븐 머천트 - 대니 역
- 미니 드라이버 - 나오미 역
- 제이슨 플레밍 - 휴 역
- 올리비아 콜먼 - 린다 역
- 제인 애셔 - 다이애나 역
- 나이절 플레이너 - 브라이언 역
- 클레어 히긴스 - 일레인 역
- 데이지 해거드 - 헬렌 역